# Грядовый (ручей)
Грядовый — ручей в России, протекает по Тегульдетскому и Енисейскому районам Томской области, Красноярском крае. Устье реки находится в 24 км по правому берегу реки Верхняя Олёнка. Длина реки составляет 11 км.

## Данные водного реестра
По данным государственного водного реестра России относится к Верхнеобскому бассейновому округу, водохозяйственный участок реки — Кеть, речной подбассейн реки — бассейн притоков (Верхней) Оби от Чулыма до Кети. Речной бассейн реки — (Верхняя) Обь до впадения Иртыша.